# Регионални центар за таленте „Михајло Пупин”
| Регионални центар за таленте „Михајло Пупин” |                                               |
| Оснивачи:                                    | Општина Панчево, Републички центар за таленте |
| Слика:                                       |                                               |
| Датум оснивања:                              | 11.12.1998.                                   |
| Седиште:                                     | Димитрија Туцовића 2 · Панчево Србија         |
| Веб адреса:                                  | https://www.rctpupin.edu.rs/index.php         |
| Директор:                                    | Драгољуб Цуцић                                |

Регионални центар за таленте „Михајло Пупин” (скраћено РЦТ) једна је од водећих образовних установа у систему Регионалних центара за таленте Републике Србије.
Именован је по једном од историјски најзначајнијих српских научника, Михајлу Пупину, који је своје рано средњошколско образовање стекао у граду Панчеву – месту у коме је Регионални центар за таленте основан 1998. године. Функцију РЦТ „Михајло Пупин” представља напредан образовни рад са младима основношколског и средњошколског узраста. Рад центра је карактерисан проширивањем и продубљивањем знања стеченог формалном едукацијом, коришћењем демонстративног метода и омогућавањем учења кроз практичан ангажман, јаким фокусом на инклузивност у педагошком приступу и стимулисањем како сарадње при решавању проблема и креативном стваралаштву, тако и социјализације младих који деле заједничка интересовања. Настава у центру за таленте „Михајло Пупин” бива реализована у оквиру различитих секција, од којих су актуелне: физика, математика, граматика и стилистика српског језика, књижевност, креативно писање, биологија, хемија, историја, географија, ликовно стваралаштво, филм и позоришна уметност, енглески језик, заштита животне средине, програмирање, роботика и психологија.
Формалан настанак РЦТ „Михајло Пупин” реализован је Уговором о оснивању између Републичког центра за таленте и СО Панчево, замишљен као регионални  центар за таленте из природних и техничких наука и као такав један од делова мреже регионалних центара којих би било тринаест. У РЦТ „Михајло Пупин” би била укључена даровита деца из општина Панчево, Ада, Кикинда, Сента, Чока, Зрењанин, Нова Црња, Нови Бечеј, Алибунар, Вршац, Ковачица и Ковин. Његови оснивачи били су Републички центар за таленте Београд и Oпштина Панчево. Иницијатива је потекла од привредника Јужне зоне, који су уједно и били чланови оснивачког одбора.
Кроз више од двадесет година рада и развоја, РЦТ „Михајло Пупин” омогућио је стотинама младих да продубе постојећа и стекну нова интересовања, као и значајно надограде сопствена знања и вештине. Основни показатељ успеха рада центра јесу награде полазника, којих је сваке године све више. 

## Програм и рад центра
Програмске активности Републичког и система Регионалних центара за таленте обухватају: 
- Препознавање и идентификацију даровите деце; 
- Реализацију стручно-образовног програма (програме дефинишу научни и програмски савети за специфичне научне области); 
- Реализацију истраживачких програма; 
- Обезбеђивање дидактичких материјала, стручне литературе, часописа и др; 
- Презентацију остварених резултата надарених, која се реализује кроз:
1. Смотру научно-истраживачких радова талената; 
2. Смотру радова истраживачког и техничког стваралаштва; 
3. Изложбу радова; 
4. Међународну сарадњу у области стваралаштва 
5. Праћење развоја и напредовање надарених.

## Историја
Регионални центар за таленте „Михајло Пупин" има своје корене у иницијативи и партнерству између Републичког центра за таленте и Општине Панчево. Основан је 11. децембра 1998. године, као регионални центар за таленте из природних и техничких наука, и био је део шире мреже регионалних центара. Идеја о креирању центра потекла је од привредника Јужне зоне, а прва седница Управног одбора Центра одржана је у фебруару 1999. међутим, процес оснивања је био обустављен из разлога бомбардовања Југославије. Међутим, након прекида, разговори о регистрацији и оснивању центра интензивирали су се током децембра 1999. године, и радна група састављена од чланова Управног одбора, руководиоца Центра, стручног сарадника и члана Извршног одбора Општине Панчево, започела је процес регистрације. Тако је у фебруару 2000. године, Регионални центар за таленте званично регистрован као установа, што је омогућило да буде укључен у систем регионалних центара и Републичког центра за таленте. У периоду пролећа 2000. године, почела је и процедура за идентификацију потенцијално надарених ученика из Панчева и околних општина који би се укључили у рад Центра. Овде су сарадници Центра и школски психолози прошли кроз процес тестирања и одабира између 12160 ученика. На крају, 960 ученика било је евидентирано као потенцијално надарени ученици. Тако је у септембру 2000. године, издвојено 212 ученика (1,74% од укупног броја), који су били идентификовани као посебно талентовани, са високим интелектуалним и креативним способностима. Упоредо са оснивањем и радом Центра, започела је и процедура формирања општинских центара који би били део панчевачког Регионалног центра. Овај начин рада омогућавао је боље и ефикасније покривање потреба и интересовања талентованих ученика на локалном нивоу. Преко Регионалног центра за таленте „Михајло Пупин", бројни ученици имали су прилику да се развијају и упуштају у истраживања и стварања у области природних и техничких наука. Центар је постао средиште за интелектуални развој и подршку младим талентима који су се касније истакли у својим областима интересовања. Кроз своју издавачку делатност и организовање бројних наставних и научних активности, Центар је пружао платформу за стварање и објављивање радова, књига и истраживања науке и уметности од стране талентованих ученика и наставника. Са почетком рада Регионалног центра за таленте „Михајло Пупин", отворена су врата за свеукупан напредак и напредовање у области природних и техничких наука. Као инспирација за будуће таленте, на име Михајла Пупина, ова институција била је и остала мотивација за истраживање и стваралаштво.
Почетне замисли и идеје
Након препознавања и одабира талентованих ученика, на ред је дошло формирање Програмског савета као стручног саветодавног тела Регионалног центра за таленте. Чланови првог Програмског савета били су проф. др Мирко Дејић, мр Васа Павковић и Зоран Јовановић. Рад РЦТ „Михајло Пупин” почео је у пролеће 2001. године. Први професори Центра били су: Ирен Шаломон Секељ, Љубинка Крсмановић, Емира Николајевић, Бранка Дејић, Александар Станисављевић, Мирко Војновић, Славе Ивановски, Драгица Сокола, Драгољуб Цуцић, Петар Бончић, Никола Шишовић, Милан Чабаркапа, Станка Матковић, Никола Лазовић, Милка Мраовић, Мира Петровски, Наталија Грујић, Бригита Петров, Зоран Савић, Александар С. Николић, Јелена Журић, Валентина Паровић, Александра Михајловић, Валентина Пешић, Иван Ракиџић, Јелена Новаков, Гордана Живковић, Ика Бончић Думитру, Бранислав Јелић, Милијана Богдановић, Чедомир Кесић. Настава је одржавана у неколико основних и средњих школа, на Физичком и Биолошком факултету, у сликарском атељеу Дома омладине и филмском студију Ивана Ракиџића. Наредне школске године, број полазника расте за 56 нових, придружују се још три предавача, а настава се одвија на још више локација. Канцеларије Центра у то време налазиле су се у ОШ „Исидора Секулић” и у управној згради „Рафинерије”. За прву школску годину, РЦТ „Михајло Пупин” дефинисао је следеће планове и циљеве: стални рад на препознавању талената, реализација стручно-образовног програма, као и истраживачких пројеката, обезбеђивање дидактичког материјала, стручне литературе и часописа, презентација остварених резултата, међународна сарадња, праћење развоја и напредовања надарених. У годинама које су уследиле, показаће се да Центар није одступио од ових циљева до данас.
Развојни пут
На почетку школске 2002/2003. године нових 69 ученика положило је тест, чиме су постали нови полазници Центра. И у следећих неколико година наставио се исти тренд – од стотинак пријављених ђака, тестирање је пролазило педесетак, који су постајали нови полазници. Угледни стручњаци, професори и научници са факултета и института осмислили су 2002. године 119 тема за научно-истраживачке радове. Теме су подељене ученицима на једном од првих састанака. Драгољуб Цуцић именован је за  директора РЦТ „Михајло Пупин” у јануару 2003. Настава се у тој школској години одвијала у ОШ „Исидора Секулић”, Машинској школи, Хемијском и Биолошком факултету, Дому омладине и у Студију Ивана Ракиџића. Радиле су и две групе за немачки језик, које су водиле професорке Валерија Јона Андрејевић и Јелена Аћа, по програму Гете института. До 2005. године, активности Центра одвијају се и у ОШ „Братство-јединство”, Градској библиотеци, Архиву. У 2007. и 2008. години радила је група за Теорију књижевности, коју је водила професорка Невена Стефановић Мађар. Постојали су покушаји формирања огранака Центра у Кикинди и Вршцу, током 2004, међутим до реализације те идеје није дошло. У јесен 2005. тестирани су ђаци у општинама Кикинда, Зрењанин и Вршац. Регионални центар за таленте „Талентум” отворен је у Бечеју 2008. године. У њему је планирана двојезична настава, али никада није кренуо с радом. Од 2011. Центар за таленте сарађује са Српском гимназијом „Доситеј Обрадовић” из Темишвара. Сарадња са панчевачком Гимназијом „Урош Предић” датира од почетка постојања Центра, а 2010. године озваничена је потписивањем Протокола. Том приликом, Центар за таленте поклонио је Гимназији три мозаика са ликовима Михајла Пупина, Милоша Црњанског и Уроша Предића, које су израдили полазници Групе за ликовну уметност. Од 2014. године, после више промена локације, канцеларије Центра смештене су у нови простор у Улици Димитрија Туцовића 2 (бивши Студио 21). 

## Публикације Центра
Издавачка делатност представља природну последицу ангажовања ментора и професора Центра, али и њихових полазника. Први часопис Центра, назван "Пупин", издао је Управни одбор Центра 2002. године, а први број је изашао у априлу 2003. године. У почетку су полазници сами правили часопис уз помоћ професорке Јелене Журић, али су касније технички део преузели Иван и Дејан Перошевић из Студија "Гараге". 
"Пупин" је кроз године био фокусиран на покривање свих активности Центра и успеха његових ученика. Главне рубрике, као што су "Огледало" у којој су представљени радови награђених ученика на Уметничкој смотри, и "Архимедова када", посвећена научно-истраживачком раду, остале су неизмењене. Уредница часописа је била др Јелена Ангеловски.
Роман  „Да ли знаш шта је најлепше на свету?" аутора Мартине Малешев објављен је у фебруару 2008. године. Књига је инспирисана истинитим догађајима и написана је док је ауторка била гимназијалка. На књижевној вечери у јуну исте године, књигу је представљала ауторка уз разговор са уредницом Јеленом Журић. Центар је такође објављивао и књиге из области природних наука. „Математичка даровитост и креативност" аутора Мирка Дејића, Саве Ћебића и Александре Михајловић, објављена је 2009. године и служи као студија и приручник за рад са даровитом децом. Ментори математичке групе објавили су  збирку "Одабрани задаци из математике за даровите ученике основне школе" 2012. године. Уз издавачке пројекте, Центар за таленте организује и различите приредбе и догађаје, као што су филмске колоније, где су настале књиге "Десет година филмске колоније" и "Мала фабрика снова у дому грофице Аусберг". Издат је и „Ђачки асоцијативни речник српског језика“ који је произашао из истраживања спроведеног међу пиротским ђацима, а уредила га је Јелена Журић. Посебно место међу издањима Центра заузима докторска дисертација "Осмотски притисак и његов однос према слободној енергији" која је објављена 2014. године, посвећена Михајлу Пупину у оквиру обележавања 160 година од његовог рођења, 125 година од доктората и 80 година од освајања Пулицерове награде. 
2020. године група за историју у Центру започела је самостални часопис под називом „Вајферт”, по великом Панчевцу и индустријалцу Ђорђу Вајферту. До сада су изашла два издања часописа у електронској форми. Часопис се састоји од кратких радова чланова групе за историју, који за идеју имају шаренолик приказ прошлости и данашњице у граду Панчеву и шире. 

## Кампови и колоније
Регионални центар за таленте „Михајло Пупин“ организовао је први камп у Делиблатској пешчари, јуна 2001. године. Водио га је редитељ Иван Ракиџић и група за филм, или аудио-визуелне уметности, како се тада звала. Од тада па до данас организован је велики број колонија и кампова. Колонијама су названа окупљања која се праве током школске године и на којима се ради на томе да се учениици такмичарски оспособе за што боље резултате, а кампови се организују током распуста, када се са ученицима ради по нетакмичарским садржајима. Већ више од пуне две деценије реализују се ,,Филмска колонија” која се одржава у Делиблатској пешчари и ,,Научно едукативни камп” који се одржава у Идвору - родном месту Михајла Пупина.
Од 2008. године град Панчево активно помаже реализовању кампова у градском одмаралишту на Дивчибарима, када је омогућено да се полазници Центра за таленте третирају на једнак начин као и полазници школе „Мара Мандић“ и ученици који су штићеници у дому „Споменак“, то јест да буду ослобођени и субвенционисане цене боравка у одмаралишту на Дивчибарама. Временом су се усталиле три колоније: у новембру уметничколингвистичка колонија, у фебруару колонија младих математичара и у марту колонија „природњака“.

## Галерија
- Зграда Регионалног центра за таленте „Михајло Пупин”.
- Улаз у Регионални центар за таленте „Михајло Пупин”.
- Табла са натписом.
- Улаз у Регионални центар за таленте „Михајло Пупин”.
- Ходник Регионалног центра за таленте „Михајло Пупин”.
- Табла са натписом.
- Улаз у Регионални центар за таленте „Михајло Пупин”.
- Улаз.